# مونیو
مونیو (به فنلاندی: Muonio) یک منطقهٔ مسکونی در فنلاند است که در لاپلند واقع شده‌است.

## خواهرخوانده
شهر پولیارنیه زوری خواهرخواندهٔ مونیو هست.